# 大克内滕
大克内滕是德国下萨克森州的一个市镇。总面积176.27平方公里，总人口14532人，其中男性7206人，女性7326人（2011年12月31日），人口密度82人/平方公里。